# Barry Windsor-Smith
Barry Windsor-Smith, inizialmente conosciuto come Barry Smith (Forest Gate, 25 maggio 1949), è un fumettista britannico la cui carriera si è svolta principalmente negli Stati Uniti d'America.
Barry si reca negli USA nel 1968 dove debutta come disegnatore di fumetti sulla serie degli X-Men per poi cimentarsi con altri personaggi quali Daredevil e Avengers. Il successo internazionale arriva col fumetto Marvel Comics Conan il Barbaro disegnato fra il 1970 e il 1974 su sceneggiature di Roy Thomas. Importante anche il suo contributo su Ka-Zar, Dottor Strange, Iron Man al fianco di Bob Layton. Altre sue opere cardine per la Marvel sono la miniserie su Machine Man e l'epica storia sulla genesi di Wolverine su Marvel Comics Presents (intitolata Weapon-X). Negli anni novanta abbandona il suo lavoro alle dipendenze della Marvel per dedicarsi al fumetto indipendente diventano un punto di riferimento per la Valiant Comics e la Malibu Comics. Collabora anche per la Dark Horse Comics e la Fantagraphics. La sua produzione artistica è in continua evoluzione ed è uno dei primi disegnatori di comic ad essere definito un artista. Il suo stile pittorico e autoriale lo portano a realizzare raccolte di illustrazioni, produzione alla quale si dedica soprattutto tra gli anni settanta e ottanta. Il suo desiderio di portare il fumetto ai livelli di un'opera d'arte lo rendo un'icona imprescindibile per le generazioni successive di fumettisti. A dimostrazione della sua importanza nel mondo dei comic viene inserito nella Hall of Fame della storia del fumetto agli Eisner Award del 2008.

## Carriera

### Gli esordi e l'evoluzione stilistica (1969-1974)
(Barry Windsor-Smith)

Copertina della raccolta "Conan Omnibus - L'Era Marvel 1". Tratta dall'illustrazione della cover del primo storico albo di Conan pubblicato dalla Marvel nel 1970. Disegno di Barry Windsor-Smith. Edizione italiana © 2019 Panini Comics.

I primi importanti lavori nel mondo dei comic arrivano sugli albi degli X-Men, Daredevil e Avengers negli anni sessanta, per la casa editrice Marvel Comics. Il nome con cui firma i crediti delle sue opere è Barry Smith e rimane tale fino a metà anni settanta. In quel decennio il punto di riferimento per il genere dei super eroi è Jack Kirby soprattutto per chi è alle dipendenze della Casa delle Idee. Barry nutre una sincera ammirazione per colui che considera un maestro e innovatore assoluto del fumetto statunitense. Il suo approccio alle tavole è quindi fortemente influenzato dalle anatomie statuarie e dalle colossali costruzioni grafico-narrative di colui che sarebbe passato alla storia come il King of Comics. Il problema è che lo stile di Barry non si adatta a quello di Kirby e la sua imitazione del Re risulta smaccata e goffa. I disegni mancavano di ispirazione e dinamismo, non promettendo un futuro per il giovane artista. Barry se ne rende conto e decide di seguire la sua passione per i pittori inglesi preraffaeliti e le illustrazioni pop della seconda metà degli anni sessanta. Inizia inoltre uno studio approfondito dell'anatomia umana e analizza il movimento delle catene muscolari durante gli attimi che fotografano le azioni del corpo. Ciò che impara da queste ricerche da autodidatta lo portano a una sorprendente trasformazione che diviene evidente nelle 26 storie del Barbaro Hyboriano pubblicate sugli albi di Conan the Barbarian e Savage Tales tra il 1970 e il 1974. Inizialmente le avventure di Conan dovevano essere affidata a John Buscema solo che la serie rappresentava qualcosa di nuovo e potenzialmente un flop per la Marvel (anche a giudizio di Stan Lee). Non si vuole quindi utilizzare un top-artist quale Buscema, ma puntare su un autore sconosciuto e meno remunerato. Smith disegna per venti dollari a tavola e ha già collaborato l'anno precedente (il 1969) con Roy Thomas. Nonostante questo gli editor della casa editrice lo mettono alla prova su una storia fantasy su Chamber of Darkness n.4 (aprile 1974) basato sulla figura di Starr l'Uccisore, fisicamente simile al cimmeriano. La breve storia convince a dare una possibilità all'artista che a partire dall'ottobre 1970 inizia a disegnare, su testi di Thomas, la serie Conan the Barbarian (dal n.1). Qui l'artista sembra irriconoscibile rispetto agli esordi, la cifra artistica si evolve verso un tratto elegante e raffinato, senza precedenti nella produzione Silver Age dei comic book. A questo si aggiunge una cura dei dettagli scenografici e della rappresentazione anatomica che lo pongono subito in evidenza come un landmark del nuovo decennio. Le sue figure sono eleganti e armoniche, generando un dinamismo che valorizza le tavole dei fumetti dedicati al Barbaro dei racconti pulp creati da Howard, il successo della nuova serie non è però immediato, proprio per il differente tipo di genere (Sword and sorcery o Fantasy eroico), distante dai canoni del mainstream supereroistico. Il consenso dei lettori crescerà col procedere della serie, ponendo Windsor-Smith nella storia dei comic come uno dei disegnatori più dotati e innovativi. D'ora in poi non solo i fumetti di Conan ma, in genere, il fumetto fantasy rimarrà fortemente influenzato dalle figure dinamiche, dagli edifici sontuosi e dalle strutture decadenti concepite dall'artista britannico in quei primi anni di pubblicazione a fumetti sul guerriero della Cimmeria. La serie era stata fortemente voluta da Roy Thomas nonostante il disappunto di Stan Lee contrario a portare una creazione del pulp anni trenta all'interno dei Marvel Comics. Il Presidente Martin Goodman avalla le spese necessarie a comprare i diritti per il franchise, anche perché la Marvel ha difficoltà a proporre nuove idee e personaggi come all'inizio del decennio precedente. Nonostante questo la serie parte male a livello di vendite che vanno scemando nel corso dei primi 7 numeri, tanto che se ne prevede la cancellazione. A questo punto Stan Lee intuisce però il potenziale artistico di Barry e gli suggerisce di cambiare il modo di impostare le copertine, da lui ritenute giustamente fondamentali per vendere un albo e colpire il possibile acquirente. Il suggerimento prevedeva che l'artista britannico disegnasse copertine incentrate su guerrieri e personaggi femminili dando risalto all'anatomia dei corpi di cui Windsor-Smith si rivelava un maestro. Deve parimenti abbandonare copertine incentrate su mostri o creature deformi in stile Kirby in quanto non è ancora efficace quanto il King of Comics in questo tipo di raffigurazioni. Lee colpisce nel segno e dal numero 8 le vendite cominciano a crescere portando la serie di Conan the Barbarian ad essere la più venduta del decennio insieme a The Amazing Spider-Man. Si pongono le fondamenta per quella che diviene la nuova serie Marvel degli anni settanta più longeva, continuando la pubblicazione ininterrottamente fino agli anni novanta. Durante il suo ciclo di storie sulla serie Smith arriva a creare un mondo fantastico, spesso slegato dai racconti originali di Howard o dallo script di Thomas, i paesaggi e le anatomie si arricchiscono di dettagli, realizzati con una meticolosità mai visti primi. Nasce così lo "stile fantasy" per eccellenza, caratteristiche che riflettono una cura pittorica e autoriale che si riflette anche in altri lavori contemporanei quali alcuni episodi di Ka-Zar, il Dottor Strange e gli Avengers (tra lo storico n.100). Da sottolineare che dopo l'abbandono di Smith, come sostituto viene chiamato lo stesso John Buscema a cui inizialmente gli editor non avevano voluto affidare la serie perché ritenuta a rischio e quindi non si voleva rischiare un grosso calibro come quello di Buscema. Quest'ultimo diviene però l'artista più iconico e longeva di Conan arrivando a disegnarne oltre 100 storie. Barry viene chiamato dallo stesso Stan Lee quando, nel 1972, la Marvel vuole espandersi e propone di riportare in auge personaggi che avevano perso di interesse quali il Dottor Strange, ormai relegato a membro de I Difensori sulla serie omonima. Il duo Lee-Smith realizzano una "solo story" con protagonista Strange e pubblicata su Marvel Première n.3 (luglio 1972). Lee permette grande libertà creativa all'artista, che realizza un'avventura visivamente psichedelica, capace di evocare gli anni d'oro dello Strange di Steve Ditko. La storia serve da punto di partenza per un duraturo rilancio di uno degli storici super eroi della Silver Age. Durante il suo ciclo di albi su Conana the Barbarian (Vol.1) (1970-1973), Barry realizza due storie divenute poi eventi editoriali della Bronze Age e che hanno avuto particolare ripercussione sull'evolversi del genere fantasy (e non solo) dei fumetti nei decenni successivi. Il primo viene pubblicato su Conan the Barbarian nn.14-15 (del 1972), un arco narrativo in cui il Barbaro creato da Robert H. Howard incontra Elric, il personaggio fantasy letterario ideato da Michael Moorcock nel 1961. Quest'ultimo collabora con Roy Thomas alla stesura dello script. Un crossover tra universi narrativi così distanti (dal punto di vista editoriale) è stato un evento che ha in seguito aperto le porte per altre interazioni simili, creando le basi per rendere i fumetti un terreno fertile per contaminazioni narrative e di genere tra le più improbabili. Bisogna sottolineare che Elric aveva già fatto il suo debutto in campo fumettistico nel 1965 grazie al fumettista francese Philippe Druillet, ma questa è la sua prima apparizione in un comic book statunitense. Il contrasto tra le due tipologie di avventurieri, evidenziata visivamente da Windsor-Smith, è il vero motore della storia. Conan è un guerriero che fonda le sue vittorie sulla forza bruta e la sua spada forgiata in Cimmeria, Elric è un albino erudito di costituzione longilinea che usa la magia per affrontare i suoi avversari. Da notare che Conan detesta i maghi e vede la magia e le persone istruite come una stratagemma usato da malvagi stregoni che temono il ferro e il sangue dei campi di battaglia. Nonostante questo i due formano un insolito team-up per sconfiggere la Regina Xiombarg. Il secondo landmark del ciclo dell'artista britannico su Conan emerge con il n.23 (data di copertina: febbraio 1973) nel quale viene introdotta una nuova eroina fantasy destinata a lasciare un segno indelebile nella storia del fumetto. Thomas e Windsor-Smith creano Red Sonja una sorta di controparte femminile di Conan, ispirata in parte al personaggio di Red Sonja di Rogantino apparsa fugacemente in una storia di Robert Howard intitolata The Shadow of the Volture (slegata dalla saga di Conan). La nuova Red Sonja è di fatto un personaggio alquanto differente, una guerriera al pari del futuro re di Aquilonia e capace di fronteggiare senza paura qualsiasi guerriero o mostro gli capiti di fronte. Conan arriva ad affermare che ha incontrato una combattente che è sua eguale sui campi di battaglia. Vorrebbe baciarla e farne la sua compagna, ma lei rifiuta e lo colpisce affermando che nessun uomo toccherà le sue labbra a meno che non si dimostri più forte di lei in battaglia e il Barbaro della Cimmeria non lo è stato. Il successo riscosso dal personaggio è clamoroso e, senza prevederlo, diventa l'eroina simbolo del decennio, alla quale viene dedicata una serie personale a partire dal 1975. La versione definitiva di Red Sonja non è però quella di Smith con il busto interamente coperto da una maglia di ferro, ma viene accettata la modifica inviata (ma non richiesta) dell'artista spagnolo Esteban Maroto che la raffigura con un succinto bikini d'armatura. Tale outfit appare per la prima volta su Savage Sword of Conan n.1 (agosto, 1974) e poi diviene canonico con la serie a lei dedicata. Il successo della rossa e feroce guerriera (denominata She-Devil with a Sword) supera quello di molte altre eroine presunte esponenti dei movimenti femministi del decennio quali Wonder Woman, rilanciata con una nuova immagine (senza poteri) e una serie tv, Batgirl, il nuovo personaggio di Spider-Woman (versione femminile dell'Uomo Ragno), Huntress (nuova versione di Batman al femminile) e molte altre. Nessuna di queste super eroine può però eguagliare la storia (e il successo) editoriale di Red Sonja che nel corso dei decenni successivi avrà a lei dedicata numerose nuove serie e limited-series, anche se non più sotto l'egida della Marvel Comics. I diritti di creazione del personaggio non sono infatti riconosciuti a Roy Thomas e Barry Windsor-Smith (e quindi alla Marvel dell'epoca), in quanto il personaggio riprende il nome di una protagonista di una novella di Howard. Nel 1985 gli viene dedicato un film in cui viene interpretata da Brigitte Nielsen e a cui partecipa anche Arnold Schwarzenegger. Attualmente (al 2021) la serie regolare di Red Sonja e i vari spin-off a lei dedicati sono pubblicato dalla casa editrice indipendente Dynamite Entertainment. Da sottolineare che l'arco narrativo (in due parti) Song of Red Sonja, che introduce il personaggio su Conan the Barbarian nn.23-24, vince il prestigioso Shazam Award for Best Individual Story (ovvero "il premio Shazam come miglior storia singola/autoconclusiva del 1973). Il capolavoro di Smith su Conan viene però considerato la storia Red Nails (o "chiodi rossi) pubblicata sulla rivista in bianco e nero Savage Tales n.2 (del 1973). Il magazine è una serie antologica che raccoglie storie di diversi personaggi ed una pubblicazione innovativa per i comic statunitensi, sia come formato, sia perché indirizzata a un pubblico adulto. La Marvel la pubblica infatti con il logo Curtis Magazines. Per la storia Red Nails e le altre due realizzate appositamente per Savage Tales viene data più libertà a Smith che partecipa con Roy Thomas alla stesura dei testi qui comincia a sviluppare il suo desiderio di diventare un autore completo (scrittore e disegnatore). Inoltre gli viene concesso più tempo per creare le tavole del fumetto (senza le deadline della serie regolare) e questo gli permette di infondere nei suoi disegni un dettaglio e una profondità che rendono Red Nails una pietra miliare della Bronze Age del fumetto (1970-1985). La possibilità di rifinire a china personalmente i suoi disegni a matita e l'utilizzo del formato in bianco e nero contribuiscono all'impatto visivo di una storia i cui disegni sembrano rendere un effetto da "bassorilievo". Windsor-Smith, in questa prima fase della sua carriera si presenta come un punto di riferimento del genere fantasy, il "suo" Conan produce un interesse per creare nuovi mondi e un universi narrativi che contribuiscono di riflesso a rinnovare i comic book, dominati dal genere supereroistico e i suoi canoni stilistici. Si impongono così autori che creano una nuova impostazione della tavole, eroi con anatomie tese al dinamismo e alla ipertrofia e un nuovo tipo di tematiche, spesso contaminate dall'horror e da paesaggi gotici. Tra questi vi sono Gil Kane con la versione a fumetti di Gallivar Jones, Warrior of Mars, Frank Thorne con il suo ciclo di storie su Red Sonja, Mike Ploog, Richard Corben, Joe Kubert con la sua creazione Tor e la serie di Tarzan per la DC, Alfredo Alcalá con Kong the Untamed, José Luis García-López con la versione DC del mito di Ercole (Hercules Unbound), e Mike Grell che crea il mondo fantastico di The Warlord. Si tratta spesso di serie che hanno una vita editoriale breve in seguito alle scarse vendite, acuite dalla forte crisi del mercato fumettistico nella seconda metà gli anni settanta, ma risultano fondamentali per un impulso di rinnovamento stilistico e narrativo degli albi della Bronze Age (1970-1985). Sono una pietra angolare per gli autori/artisti degli anni ottanta e novanta, decenni nei quali Windsor-Smith tornerà come punto di riferimento e di rottura per le nuove generazioni.

### Esilio dai fumetti (1975-1983)
A metà degli anni settanta Barry decide di abbandonare la Marvel e, in genere, il campo dei comic. Sente che il suo stile e le sue doti illustrative non sono valorizzate in tale ambito. Non si tratta di un disamoramento nei confronti della narrazione a fumetti, ma si sente limitato dalle deadline per la realizzazione delle tavole di fumetti seriali, la difficoltà nell'imporre novità stilistiche e la mancanza di sostegno del management della Marvel. A segnare questo cambiamento muta il suo nome da Barry Smith in Barry Windsor-Smith, Windsor è il cognome della madre che si affianca a Smith (quello paterno). Come lui altri grandi artisti del panorama fumettistico abbandonano le pubblicazioni mainstream per dedicarsi a progetti più personali e autoriali (non necessariamente legati ai comic), tra questi vi sono due innovatori e maestri quali Neal Adams e Jim Steranko. Il periodo è poi dominato dalle Big-Two (Marvel e DC) e non si è ancora verificato la grande espansione del fumetto indipendente che avverrà nel decennio successivo. Alla Marvel non può neppure contare su un imprint che favorisca il fumetto autoriale e la creatività degli autori, puntando su opere più adulte. Con Jim Shooter nasce l'etichetta Epic Comics, che partorisce le prime graphic novel della Marvel, ma questo avviene solo a partire dal 1978. Nel frattempo Barry ha fondato una sua casa editrice quale la Gorblimey Press che si occupa di pubblicare e promuovere portfolios, serigrafie, stampe a soggetto libero e illustrazioni pubblicitarie. In questi anni si avvicina ad artisti quali Mike W. Kaluta, Bernie Wrightson (co-creatore di Swamp Thing per la DC) e Jeffrey Jones. Con loro condivide esperienze nel campo dei comic e il desiderio di superare i vincoli imposti dalla narrazione e impostazione delle storie a fumetti per arrivare a creare illustrazioni che sperimentano soluzioni stilistiche e architetture grafiche mai viste prime. I quattro insieme formano un team creativo (denominato The Studio) dove gli stili e le contaminazioni portano a creare un volume di illustrazioni dove si possono trovare le vette (e gli eccessi) della produzione di Windsor-Smith come artista/illustratore. Tale opere vengono raccolte in un tomo che prende il nome The Studio e viene pubblicato dalla Dragon's Dream nel 1979. Viene concepito sia come Art Book sia come raccolta antologica di short-story e vi contribuiscono tutti Kaluta, Wrightson, Jones e ovviamente lo stesso Windsor-Smith. In questo periodo realizza alcuni dei suoi dipinti più famosi quali «Pandora», «Devil's Lake», «Whitering», «Artemis and Apollo» e «Fate Sowing The Stars» (tutte raccolte in The Studio). Barry ribadisce che le sue radici artistiche sono in pittori e poeti inglesi preraffaeliti quali Edward Burne-Jones, Arthur Hughes e soprattutto Dante Gabriel Rossetti. Per questo rifiuta categoricamente l'appellativo di "illustratore fantasy" e da allora si definisce un artista New Romantic. La passione per il fumetto rimane però endemica in Smith, un interesse nato nell'adolescenza e di cui sente la mancanza, come si può evincere da una sua intervista rilasciata all'allora diffuso magazine (di settore) Epic Illustrated n.7 dell'agosto 1981. Non bisogna però sottovalutare che alla Marvel c'è una nuova direzione capitanata da un giovane Jim Shooter che ha già dato prova di valorizzare autori/artisti quali John Byrne e Frank Miller, oltre ad aver pubblicato le prime graphic novel della Marvel, distribuiti anche nel circuito librario. Jim è tra l'altro un suo forte sostenitore, il ritorno pare solo questione di tempo.

### Il ritorno alla Marvel (1984-1991)

Copertina della raccolta "La Cosa e altre storie - Grandi Tesori Marvel". Riproduce l'illustrazione della cover del comic book originale Marvel Fanfare n.15 (del 1984), albo che segna il ritorno di Barry Windsor-Smith alla Marvel e alla realizzazione di fumetti. Il disegno è dello stesso Barry Windsor-Smith. Edizione italiana © 2020 Panini Comics.

Verso la metà degli anni ottanta l'artista britannica ritorna sui suoi passi e si mette nuovamente al servizio della Marvel Comics che in quel periodo domina il mercato fumettistico. Il Redattore-Capo della Marvel dell'epoca ha un'enorme stima per Windsor-Smith e lo considera uno dei migliori disegnatori e creativi della sua generazione. Il legame tra i due continuerà anche dopo che Shooter viene licenziato dalla Casa delle Idee e decide di fondare la Valiant Comics, di cui Smith diverrà direttore creativo. Il ritorno alla Marvel avviene sul quindicesimo albo della serie antologica Marvel Fanfare (data di copertina: luglio 1984) che ha lo scopo di presentare storie autoconclusive e non necessariamente legate alla continuity. Nelle intenzioni si tratta di una pubblicazione più autoriale che permetta ad artisti e autori di avere più libertà creativa nel gestire le storie dei personaggi del Marvel Universe. La Storia ha come protagonisti Torcia Umana e la Cosa (due membri fondatori dei Fantastici Quattro) e si intitola That Night... (o "Quella Notte..." nell'edizione italiana su Speciale Marvel Fanfare). Qui Smith ha la possibilità di realizzare testi e disegni lasciando intravedere le sue doti di autore completo, elemento che emerge maggiormente con i suoi lavori successivi. Da notare che, nonostante i grandi nomi coinvolti finora su Marvel Fanfare quali Steven Grant, Michael Golden, Marshall Rogers, Charles Vess e molti altri, Windsor-Smith è il primo a cui Shooter affida sia la storia sia i disegni. In questa prima storia autoconclusiva l'artista britannico sorprende non solo per le sue doti di scrittore, ma per un'attenzione maniacale ai dettagli e un innovativo uso del colore per dare plasticità alle immagini. Traspare quindi l'esperienza maturata negli anni dedicati all'illustrazione e alla pittura, periodo nel quale ha ulteriormente approfondito il Purismo Pittorico, adattandolo però alle esigenze di dinamismo e narrative di una narrazione grafica quale l'arte sequenziale del fumetto. Smith però non vuole sottomettersi ai ritmi narrativi scanditi dalle pubblicazioni delle serie a fumetti, in genere con periodicità mensile.

Copertina della raccolta "I Grandi Tesori Marvel - Machine Man". Disegno di Barry Windsor-Smith. Edizione italiana © 2018 Panini SpA

Alimentato dalla sua passione per i personaggi kirbyani e per le geometrie della tecnologia cyber-punk, Barry si impegna nella realizzazione di una limited-series che serva da rilancio per il personaggio di Machine Man, l'opera è pubblicata alla fine del 1984. Come supporto nella realizzazione delle tavole affida le matite (appena accennate) al veterano Herb Trimpe, sulle quali ha modo poi di lavorare sulle rifiniture, i dettagli, chine e colori. Ha così modo di sperimentare le sue inclinazioni artistiche da new romantic all'interno di un mondo tecno-fantasy che ha per protagonista un androide. La storia vede Machine Man rimanere inattivo per 40 anni per poi risvegliarsi nel futuro, ovvero nell'anno 2020, un'epoca lontana e futuristica per gli autori degli anni ottanta del secolo ventesimo. Nella miniserie Smith insieme a Tom DeFalco crea una versione distopica dell'alter ego di Tony Star che verrà conosciuto come Iron Man 2020. Si tratta di una versione retro-futuristica e distorta dell'Uomo di Ferro che riscuote consensi tra i lettori e tornerà ad essere protagonista delle vicende dell'Universo Marvel. Nel 1986 si cimenta con i personaggi DC per una causa benefica. A metà degli anni ottanta i mass media avevano dato particolare rilevanza a una carestia che aveva colpito il Corno d'Africa e in particolare l'Etiopia causando centinaia di migliaia di morti. Il mondo sembrava accorgersi del problema della fame nel Terzo Mondo con la conseguente reazione che si manifesta in una raccolta di fondi e aiuti. In campo musicale viene, ad esempio, organizzato il concerto Live Aid e anche l'industria fumettistica si aggrega all'improvviso interesse dell'occidente per il Continente Nero. La Marvel Comics pubblica l'albo Heroes for Hope, starring the X-Men, mentre la DC risponde con Heroes against Hunger, i profitti di entrambi gli albi sono donati per i soccorsi alla crisi in Africa (una delle tante e non l'ultima). Nonostante Smith sia al lavoro su progetti della Marvel, viene invitato da Dick Giordano a collaborare all'albo DC, concepito come un Jam Comic a cui partecipano un centinaio di autori e artisti, ogni due pagine dell'albo vede al lavoro un diverso team creativo e lo script è di Jim Starlin. Smith si trova affiancano ad alcuni dei più grandi fumettisti dell'epoca tra cui Jack Kirby, Joe Kubert, Carmine Infantino, George Perez e molti altri. I protagonisti della storia sono Superman e Batman che affrontano l'ennesima minaccia aliena denominata The Master. Nonostante le buone intenzioni l'iniziativa è tacciata di superficialità in quanto incapace di affrontare le reali cause dei problemi che hanno portato alla mancanza di sostentamento che stava colpendo l'Africa, problemi che sussistono tuttora.

Copertina dell'albo "Marvel Integrale: Gli Incredibili X-Men 33". Riprende l'illustrazione di Marvel Team-Up n.150, l'ultimo albo della storica serie dell'Uomo Ragno (1972-1985). La realizza Barry Windsor-Smith con soggetto (da sinistra): Rachel Gray, Nightcrawler, Spider-Man, Rouge, Colossus. Edizione italiana © 2021 Panini S.p.A.

Smith è ormai un artista tra i più popolari e ricercati e gli editor della Marvel lo vorrebbero sulla serie di punta degli anni ottanta, ovvero gli X-Men di Chris Claremont, ma l'artista non può essere ingaggiato come disegnatore regolare in quanto non è in grado di garantire le deadline di una serie mensile mantenendo gli alti standard qualitativi delle sue tavole. Trova però il mondo di cimentarsi col mondo mutante disegnando alcuni albi per Uncanny X-Men che divengono capisaldi nella storia degli allievi di Xavier. Tra questi vi sono i due capitoli di Vitamorte in collaborazione con Claremont. Qui ha modo di mostrare ulteriormente la maestria nel saper rendere vivide la caratterizzazioni dei personaggi e i loro tormenti. Nel 1986 realizza l'albo Wounded Wolf (o "lupo ferito") per l'albo n.205 di The Uncanny X-Men dove ha modo di scrivere la storia (insieme a Claremont) oltre che i disegni completi (matite, chine e colori). Dalla storia emerge la sintonia tra l'autore e Wolverine la cui personalità viene ritratta con notevole maestria e efficacia, elemento che convince la Marvel ad affidare allo stesso Smith una delle storie più attese del decennio, ovvero l'origine di Wolverine, la trasformazione del mutante canadese Logan in una macchina da guerra con lo scheletro di adamantio e gli artigli retrattili. Mentre si mette all'opera su uno dei capitoli più attesi di Logan, la Marvel gli vuole affidare qualche albo della serie Iron Man. La casa editrice è infatti impressionata positivamente dai disegni su corpi meccanici ed armature realizzati per la miniserie di Machine Man, in cui compare una nuova versione proprio dell'eroe in armatura alter ego di Stark. La saga che ha serve da rilancio per il personaggio è ideata da David Micheline e Bob Layton e prende il titolo Armor Wars. A Smith vine affidato il compito di realizzare i disegni (insieme a Layton) del fondamentale ultimo capitolo al quale partecipa anche come co-scrittore insieme a Micheline. L'albo è il n.232 e l'artista inglese ne realizza anche una suggestiva copertina, il capitolo viene da molti considerato come il migliore della saga. Dopo questa storia ha modo di partecipare solo a un altro albo di Iron Man (il n.243), anche in questo caso una storia fondamentale che vede Tony Stark essere ferito gravemente rischiando di rimanere paralizzato ed entrando in coma. Smith non ha però possibilità di produrre altro materiale per il personaggio in quanto è al lavoro sulla genesi di Wolverine, da lui scritta e disegnata. Una volta terminata viene serializzata su Marvel Comics Presents dal n.72 al n.84, nel 1991. Durante questo periodo alla Marvel Barry si dedica anche per diversi anni, senza completarla, a una graphic novel dedicata all'Incredibile Hulk, un'opera che probabilmente sarebbe stata pubblicata per la collana apposita dell'imprint Epic Comics. Il lavoro però si trascina per la meticolosità e la dedizione a cui vi si dedica l'artista e viene rallentato dall'impegno dato alla realizzazione di Weapon X. Quando la genesi di Wolverine viene pubblicata nel 1991, Barry ha già però raggiunto un accordo con Jim Shooter (licenziato dalla Marvel nel 1987). Questi ha fondato una casa editrice quale la Valiant Comics (nel 1989) e vuole Barry Windsor-Smith come direttore creativo. Barry cogli l'occasione e lascia per la seconda volta la Marvel, ma il progetto sulla graphic novel di Hulk non viene abbandonato, ma verrà rielaborato e sviluppato nel corso dei decenni successivi divenendo un'opera autonoma, alquanto differente dalla bozza iniziale.

### Gli anni novanta (1990-1999)
Si entra nel decennio in cui Barry Windsor-Smith è più attivo a livello fumettistico. Inizia come autore/artista di punta della Marvel (tra gli altri) per poi contribuire come direttore creativo allo sviluppo della Valiant Comics, crea uno dei suoi personaggi più celebri ovvero Rune per la Malibu Comics, lancia una linea editoriale da lui creata per la Dark Horse Comics e chiude il decennio con un'opera quale Opus per la Fantagraphics, un testamento artistico e filosofico su trent'anni di carriera.

Copertina del volume "I Grandi Tesori Marvel - Arma-X", raccoglie "Marvel Comics Presents" nn.72-84 (del 1991) nei quali è stata serializzata Weapon-X. Disegno di Barry Windsor-Smith. Il soggetto è Logan/Wolverine nella sua trasformazione definitiva in un'arma vivente. Edizione italiana © 2019 Panini SpA

Quando Weapon X viene serializzata nel 1991 su Marvel Comics Presents è uno degli eventi fumettistici dell'anno, una delle storie a fumetti più attese dai lettori e Barry riesce a forgiare un'opera che nel tempo diviene un cardine dell'epopea di Wolverine e nel mondo mutante. Al momento della pubblicazione ha già però deciso di lasciare la Marvel per entrare nel fumetto indipendente, un settore in forte espansione grazie alla grande espansione del Direct Market. Si tratta del mercato fumettistico, la cui vendita viene veicolata dalle fumetterie e dalle librerie. Ormai è un decennio che questo mercato è in forte crescita e sta superando per importanza quello tramite edicola (o Newsstand Market) e super market (e/o Dragstore). Il vantaggio per le case editrici indipendenti è notevole perché non devono preoccuparsi dei resi, in quanto le copie stampate e distribuite sono quelle in pre-ordine da parte delle fumetterie. Inoltre si tratta di un mercato ideale per distribuire opere più adulte e sperimentali, dando anche ampio spazio alle raccolte in volume e graphic novel. Jim Shooter, dopo essere stato licenziato dalla Marvel e avendo tentato di comprarla, sfrutta il nuovo trend fondando una casa editrice indipendente quale la Valiant Comics nel 1989. Inizialmente non ha successo in quanto fallisce nell'imporre fumetti basati su franchise quali i videogiochi della Nintendo o i personaggi del wrestling della WWF. Decide quindi a partire dal 1990 di sfidare le Big-Two sul loro stesso campo, ovvero i super eroi e acquista i diritti dei personaggi della Gold Key dalla Western Publishing. Per curare il processo di reimagining (o "rivisitazione") di questi eroi ad una nuova generazione vuole Barry Windsor-Smith come direttore creativo. L'autore/disegnatore/pittore britannico, agli inizi del decennio è uno dei più validi e riconosciuti artisti del settore e infatti Shooter non sbaglia la scelta. Il passaggio di Barry dalla Marvel alla Valiant contribuisce ad attirare attenzione al nuovo progetto e a dare credibilità alle nuove proposte dell'editore. Da notare che l'anno successivo (nel 1992) i 7 autori/artisti top-seller rimasti alla Marvel la abbandoneranno, su iniziativa di Rob Liefeld per creare una casa editrice indipendente quale la Image Comics. Alla Valiant Shooter, insieme a Windsor-Smith e Bob Layton (come editor-in-chef), vuole lanciare un nuovo universo supereroistico partendo dai personaggi creati dalla Gold Key durante la Silver Age (gli anni sessanta) e la prima serie ad essere distribuita è Magnus Robot Fighter n.1 (del marzo 1991). Il personaggio che in questo primo anno ottiene più consensi è però Solar, Man of the Atom, che vede direttamente coinvolto Windsor-Smith che ne realizza le copertine (dei primi 10 albi) e le 8 pagine della "back-up story", la storia principale è invece realizzata da Jim Shooter per i testi e vede ai disegni Don Perlin e Bob Layton. La storia realizzata da Smith ci propone le nuove origini di Solar serializzate in 10 parti nei primi 10 albi, rispecchiando il tipo di pubblicazione riservato a Weapon X. L'apporto dell'artista è ampiamente pubblicizzato come l'evento cardine della serie, pur non essendo la storia principale, ma occupando solo 8 pagine di ogni albo e di fatto diviene il fattore di maggior richiamo per i lettori. Agli inizi del 1992 la compagnia vende una media di 25 mila copie per albo e sono appena sufficienti per evitarne la chiusura. La svolta inizia con il n.10 di Solar, Man of the Atom per il quale Shooter e Windsor-Smith decidono di confezionare una copertina speciale imbustata e completamente nera. Al suo interno, oltre all'ultima parte delle origini di Solar (ad opera di Smith), viene proposto un nuovo misterioso personaggio, si tratta di Eternal Warrior, destinato a diventare uno degli eroi cardini del Valiant Universe, anche nella sua versione più recente (per gli albi pubblicati dal 2012). La tiratura iniziale è di 40000 copie, ma va rapidamente esaurita e la Valiant inizia ad attirare l'attenzione degli speculatori. Shooter e Smith intuiscono che è il momento giusto per proporre un evento fumettistico che riprende gli Universe-wide crossover della Marvel e della DC. Nasce così la prima "Crisis" dell'universo Valiant e prende il nome di Unity. Il primo capitolo viene realizzato da Jim Shooter e Windsor-Smith e pubblicato sull'albo Unity n.0 (agosto 1992). La saga è composta da 18 capitoli e coinvolge tutti gli eroi Valiant e l'intera linea di fumetti, le cui vendite salgono a 150000 copie per albo. Windsor-Smith realizza le matite e le chine del capitolo finale pubblicato sull'albo Unity n.1 (ottobre 1992). Il binomio creativo Shooter-Smith viene lodato dalla critica in quanto riesce a confezionare un'opera che pur avendo fini commerciali risulta essere valida dal punto di vista narrativo e artistico, creando un universo supereroistico coeso e affascinante. L'anno successivo, nel 1993, Barry contribuisce a creare graficamente il personaggio Bloodshot, già apparso sulla serie Ray nel novembre 1992. La serie regolare viene pubblicata nel 1993 e il n.1 presenta una chromium cover disegnata dallo stesso Windsor-Smith e divenuta iconica tra le copertine "speciali" del decennio. L'albo vende 742000 copie, una cifra strabiliante per il mercato indipendente, ma questo è dovuto anche all'effetto della speculazione che porterà la Valiant a vendere 1750000 copie di Turok, Dinosaur Hunter, data di copertina di luglio 1993. La maggior parte degli albi sono però rimasti invenduti nei comic shop e la cifra è gonfiata dagli speculatori che ne hanno ordinato decine di copie. Il mercato e la Valiant raggiungono il suo apice, prima del declino che arriverà a travolgere tutte le case editrici, portando al crash del mercato fumettistico del biennio 1995/1996.
Nell'estate del 1992 Jim Shooter lascia la Valiant in seguito a disaccordi con il fondo d'investimento Triumph Capital, dal quale aveva ottenuto i finanziamenti per comprare i diritti sui personaggi supereroistici della Gold Key. Viene quindi meno il principale partner creativo e sostenitore di Smith a livello manageriale. A questo si aggiunge la vendita della compagnia alla Acclaim Entertainment, azienda dedita allo sviluppo di videogiochi e che vuole sfruttare le serie Valiant per sviluppare nuovi concept e personaggi per progetti videoludici. Smith sente di non avere più il ruolo che gli era garantito al suo arrivo e inoltre è desideroso di creare un suo personaggio, un'opera di cui mantenga la proprietà artistica e commerciale, definita "creator-owned".

Copertina della rivista "Starmagazine" numero 43. Il soggetto è "Rune", il personaggio creato da Barry Windsor-Smith e Chris Ulm per la Malibu Comics. Disegno di Barry Windsor-Smith. Edizione italiana © 1994 Edizioni Star Comics Srl

Nonostante vi sia già da due anni la Image, divenuta il più importante editore indipendente del mercato, Smith decide di affidarsi alla Malibu Comics, casa editrice indipendente che nel 1994 gode ancora di buona liquidità ed è aperta a dare spazio e libertà creativa agli autori e artisti. A questo si aggiunge la buona intesa raggiunta con il presidente Chris Ulm con il quale Smith collabora per creare uno dei suoi personaggi più iconici ovvero Rune. La scelta compiuta da Smith sembra però contraddire quanto dichiarato una volta chiuso il rapporto con la Valiant. L'artista inglese si è infatti espresso nel non voler più prestare la sua creatività "for hire" cioè alle dipendenze di una casa editrice che può rivalersi su tutto ciò che viene prodotto e creato dai loro autori, considerati come dipendenti. D'ora in poi Smith vuole avere scegliere vie editoriali che gli permettano di pubblicare opere creator-owned, ovvero di cui l'autore mantiene la proprietà artistica e commerciale. La Malibu, per venire incontro a queste esigenze, ha lanciato nel 1994 l'imprint Bravura per il quale i fumettisti possono distribuire le loro opere creator-owned. Tra questi vi è Jim Starlin con Breed, Walter Simonson con Star Slammers, Howard Chaykin con Power and Glory e altri. La sua creazione Rune non viene però distribuita per la linea Bravura, ma rientra nei fumetti del Malibu's Ultraverse e quindi la proprietà del personaggio rimane alla casa editrice, la quale viene sorprendentemente acquisita dalla Marvel il 3 novembre 1994, divenendo la proprietaria del personaggio creato da Windsor-Smith così come di ogni personaggio dell'Ultraverse. Tra l'altro la serie è costretta a chiudere per scarsità di vendite dopo neppure un anno di vita editoriale e verrà lasciata nel limbo dalla Marvel che non ne programmerà mai un rilanciato. Smith è deluso, ma sottolinea che la sua decisione di inserire Rune nell'Ultraverse della Malibu è nata dal buon rapporto nato con Chris Ulm (ex-presidente della casa editrice) il quale lo ha supportato a livello creativo ed editoriale nella creazione del personaggio. Rune è un alieno arrivato sulla Terra all'alba dei tempi, un mostruoso vampiro parassita che si nutre di energia vitale e che in alcune epoche è stato venerato come un Dio, dando origine a miti e leggende. Nel disegno dell'artista si assiste a una nuova sterzata stilistica, già intravista nei suoi lavori per la Valiant. Il suo tratto è più spontaneo e meno dettagliato, più propenso ad evidenziare il dinamismo delle figure e gli aspetti grotteschi delle anatomie del personaggio. Tornano le influenze dei comic di Jack Kirby, soprattutto quelli legati alla sua produzione di fini anni cinquanta, dominati da mostri la cui fisicità sembra uscire dalla tavola e le cui vignette sembrano contenere a stento le loro forme (volutamente) anomale e distorte. Non si può poi non evidenziare l'ispirazione che Smith ha tratto da un personaggio quale Etrigan, creato dal King of Comics nel 1972 per la DC Comics. Nonostante il venir meno dell'attenzione ai dettagli e la cura formale riscontrata in opere antecedenti, l'artista mantiene la sua eleganza stilistica nell'impostazione delle tavole riuscendo a dare un senso del movimento frenetico e funzionale al tipo di narrazione richiesto dalle storie di Rune.
Nella seconda metà degli anni novanta Smith è reduce dalle diatribe legali per cercare di riottenere il controllo sul personaggio creato per la Malibu e dalla turbolenta rottura con la Valiant, dalla quale non ottiene nessun riconoscimento per il suo apporto creativo. La situazione lavorativa da lui vissuta come fumettista (simile a molte altre) lo porta ad affermare che i lavori su commissione (work for hire) «sono uno strumento legale ma amorale pensato per stuprare e derubare i giovani talenti di ogni possibile prerogativa (sulle loro opere), di cui invece dovrebbero avere possesso se lavorassero per editori più scrupolosi e moralmente accettabili». L'artista si sente però all'apice della sua carriera fumettistica, ha sviluppato esperienze come disegnatore, scrittore, editor e direttore creativo, ora vorrebbe realizzare fumetti in totale libertà creativa e che rappresentino il vertice della sua carriera. La casa editrice che gli offre tale possibilità è la Dark Horse Comics, il cui presidente Mike Richardson ha dimostrato nell'arco degli ultimi dieci anni di valorizzare la vena e la libertà creativa di alcuni dei più grandi maestri dell'arte sequenziale a fumetti. Tra questi basti citare Frank Miller, con opere quali Sin City, Martha Washington e 300, oppure Mike Mignola che ha scelto l'editore di Milwaukie per sviluppare il vasto affresco narrativo horror-fantasy legato all'iconico personaggio Hellboy. Smith ha la possibilità di sviluppare un magazine in formato extra-large che gli permette di valorizzare le sue tavole di cui cura scrupolosamente matite, chine e colori oltre ovviamente allo script e all'intero processo creativo. Il titolo del Magazine è Storyteller - an omnibus of wonder by comics greatest storyteller e raccoglie tre nuove serie regolari create appositamente dall'artista inglese per questa nuova rivista, un formato più unico che raro nel panorama fumettistico di quegli anni. Il titolo delle serie contenute sono: The Freebooters, storia fantasy su un personaggio alla Conan, ma più anziano e gestore di una taverna, Young Gods, che omaggia i New Gods di Kirby, e The Paradoxman di genere fantascientifico. Nonostante il progetto veda la luce solo nel 1996, Smith afferma che alcune idee e personaggi ora presentati sono qualcosa a cui pensava già da diversi anni. Arriva ad affermare che le doppia pagina d'apertura della storia The Freebooters l'aveva disegnata 16 anni prima, nel 1980. Anche quest'opera è destinata però a non durare e la sua vita editoriale è breve, Storyteller conta solo nove albi prima di chiudere, un numero fatale per le creazioni dell'autore visto che anche Rune ha chiuso con il numero nove. I motivi sono dovuti alla situazione del mercato fumettistico che nel biennio 1995-1996 va incontro ad uno dei maggiori collassi della sua storia, con la conseguente chiusura di migliaia di fumetterie e un ridimensionamento delle vendite senza precedenti (se paragonate a quelle di soli 3 o 4 anni prima). Il formato extra-large voluto da Smith e visto (da lui) come un plus per la qualità delle tavole proposte e la fruizione della storia, gioca invece a svantaggio dell'albo. I distributori si lamentano nella difficoltà di trasporto, le fumetterie non sanno come esporre questo tipo di pubblicazione e i collezionisti si lamentano della mancanza di buste da collezione adatte a riporlo nelle loro raccolte. Al di là di queste motivazioni, non determinanti per la sopravvivenza di una serie di successo, vi è comunque una mancanza di riscontro a livello di vendite. Questo inasprisce i rapporti tra Smith e la Dark Horse che probabilmente avrebbe voluto un cambio di formato e una conseguente riduzione dei costi di pubblicazione. La serie chiude lasciando incompiute le 3 storie e Windsor-Smith rimane nuovamente deluso dal mondo fumettistico, un sistema di produzione che ritorna a percepire come fortemente limitante per la sua arte e creatività. Sentimento peraltro già espresso a metà anni settanta quando aveva abbandonato la Marvel.
Negli ultimi anni del decennio Smith stringe un accordo con la Fantagraphics Books per la quale intende pubblicare due opere che sembrano rappresentare un testamento della sua carriera fumettistica, campo dal quale sembra volersi poi distaccare. La prima è la graphic novel Adastra in Africa, una storia che aveva in origine scritto per il personaggio di Tempesta (Storm in originale), membro del gruppo Marvel degli X-Men. Si trattava della terza parte della storia Vitamorte i cui primi due capitoli erano stati pubblicati su Uncanny X-Men. Il progetto era stato poi abortito, ma ora l'autore ne riprende lo script e muta il nome della protagonista da Storm in Adastra. La storia si svolge in Africa e affronta il problema della denutrizione in vaste zone di quel continente. Smith ha così modo di riprendere un tema già affrontato in maniera superficiale dall'albo Heroes against Hunger, pubblicato dalla DC nel 1986 e a cui l'artista aveva partecipato, trattandosi di un'opera pubblicata per raccogliere fondi. Lo sviluppo di questo nuovo romanzo grafico impegna Smith per almeno 3 anni (1996-1999) e lo vede curare ogni aspetto delle fasi di sviluppo, dai testi ai disegni, dai colori al lettering. Il risultato viene acclamato dalla critica come una delle opere più significative e artisticamente valide mai proposte da Smith, un landmark che rappresenterà per diversi anni la sua ultima storia di ampio respiro partorita nel campo dei fumetti.
Il decennio si chiude con la pubblicazione da parte della Fantagraphics dei due Art Book dal titolo Opus. Sono due opere che rappresentano l'eredità artistica di Barry Windsor-Smith, una summa della sua creatività e impegno trentennale nel campo del disegno, dal fumetto alle illustrazioni e dipinti. Oltre a presentare alcune delle sue opere già conosciute e viste, vi è materiale inedito tratto dalla collezione personale di Smith definito come «uno degli artisti più acclamati del mondo dei comics e della "New Romantic"». L'opera viene raccolta in volumi cartonati (o hard cover) con immagini interamente a colori e la cui edizione è direttamente supervisionata da Windsor-Smith. Oltre alla galleria dei suoi lavori vi è anche però un'appendice dove l'artista racconta la sua esperienza e crescita nel campo della pittura, della scrittura e del fumetto. Barry non affronta però l'argomento dal punto di vista strettamente biografico o cronologico, ma come l'essere un creativo ha portato la sua coscienza ad attraversare «un'esperienza cosmica». Di conseguenza ha acquisito una maggiore consapevolezza e in Opus rivela le sue considerazioni sulla vera natura della realtà, anche in rapporto alle scoperte della fisica quantistica, all'esistenza di più dimensioni, a viaggiatori che provengono da queste e da mondi extraterrestri. Il testo ha suscitato sia apprezzamenti sia controversie da parte dei suoi fan, ma ha anche attratto nuovi lettori verso le sue opere, concepite in un periodo di tempo che copre tre decenni di attività.

### Gli anni post-duemila (dal 2000)
L'autore prende le distanze nuovamente dal mondo dei fumetti (come successo a metà anni settanta), le sue pubblicazioni si riducono a qualche illustrazione o copertina e sporadiche collaborazioni. Smith va incontro a un periodo di problemi economici e depressione. Continua a pagare l'affitto del suo studio e del suo principale assistente Brian Biany nonostante non siano utilizzati, ma l'autore non se la sente di rompere l'ultimo ponte rimasto con la sua carriera di fumettista. Dal 2011 il suo sito ufficiale non pubblica più nessuna news, ma Barry non rimane inattivo, lentamente e meticolosamente porta avanti il suo lavoro su una graphic novel di oltre 300 pagine sulla cui storia sta lavorando dagli anni ottanta. Si basa su una storyline che aveva pianificato nella seconda metà degli anni ottanta per il personaggio di Hulk della Marvel Comics. Anche in quel caso si trattava di una graphic novel da pubblicarsi probabilmente per l'imprint Epic Comics. Gli impegni presi per realizzare Weapon-X e la chiamata di Jim Shooter dalla Valiant Comics non rendono possibile la realizzazione del progetto. Nel corso degli anni però Smith ha rielaborato lo script e ha continuato a lavorare alle tavole. Vi si dedica però interamente solo a partire dalla seconda metà degli anni duemila, e dopo una gestazione durata 35 anni viene pubblicata con il titolo Monsters. Un supporto fondamentale all'artista affinché completasse l'opera è dovuto a Gary Gary Groth, co-fondatore della Fantagraphics Books, da sempre un sostenitore di Windsor-Smith. I due erano già stati in contatto alla fine degli anni sessanta quando Gary (ancora quattordicenne) aveva pubblicato su Fantastic Fanzine un'intervista a un giovane e (ancora) sconosciuto artista inglese di nome Berry Smith. A fine anni novanta è stata poi l'ammirazione di Groth per Smith a portare alla pubblicazione di Adastra in Africa e ad Opus, i due volumi che celebrano, raccontano e raccolgono l'eredità artistica di Smith. Per quanto riguarda Monsters, il protagonista è Bobby, un ragazzo figlio di un padre violento che, dopo essersi arruolato, viene sottoposto a un esperimento militare (di origine nazista) per crearne un super-soldato. La storia tratta della disumanità della guerra, traumi familiari, voglia di riscatto e shock post traumatico, il tutto all'interno di un'opera che richiama il Frankenstein di Mary Shelley e il Capitan America di Jack Kirby e Joe Simon. L'autore sembra voler evidenziare che la nascita e/o creazione di un essere umano dotato di super poteri non porterebbe a un'epoca di eroi e di rinascita dell'American Dream, ma piuttosto sarebbe l'inizio di una nuova «tragedia americana».

## Opere

### Marvel Comics
- The Uncanny X-Men (Vol.1) n.53, Barry Smith realizza le matite della storia principale (main story) The Rage of Blastaar!, su testi di Arnold Drake, le chine sono di Mike Esposito - Barry Windsor-Smith (disegni) - Mike Esposito. La "back-up story" è disegnata da Werner Roth e John Tartaglione, serie regolare, febbraio 1969.
- Daredevil (Vol.1) nn.50-52, Stan Lee e Roy Thomas (testi) - Barry Windsor-Smith (matite) - Johnny Craig (chine) - Barry Windsor-Smith (copertine dei nn.51-52), marzo-maggio 1969. Prima edizione italiana: Devil nn.47-49, Editoriale Corno, Milano, 1971.
- The Demon that devoured Hollywood, in Tower of Sadow n.5, albo antologico, Barry Windsor-Smith realizza i disegni di una short-story (6 pagine), testi di Roy Thomas, copertina di Marie Severin, maggio 1970.
- The Scream of Things, in Tower of Shadows n.7, albo antologico, Barry Windsor-Smith - Herb Trimpe - Vince Colletta realizzano i disegni per una short-story (7 pagine), testi di Allyn Brodsky, copertina di Jack Kirby, settembre 1970.
- Conan the Barbarian (Vol.1) nn.1-11, nn.13-16, nn.19-21, nn.23-24, Roy Thomas (testi) e Barry Windsor-Smith (disegni), serie regolare (conclusa con il n.275), ottobre 1970 - marzo 1973. Prima edizione italiana in Albi dei Super-Eroi tra il n.11 e il n.43, Editoriale Corno, Milano, 1973-1974.
- Daredevil n.83, Gerry Conway (testi) - Alan Weiss e Barry Windsor-Smith (disegni) - John Romita Sr. (copertina), serie regolare, co-star dell'albo: Black Widow, gennaio 1972.
- Iron Man (Vol.1) n.47, Roy Thomas (testi) - Barry Windsor-Smith, Gil Kane (matite) - Jim Mooney, Vince Colletta (chine), serie regolare, origin issue, giugno 1972.
- Artista di copertina per Conan King-Size n.1, il primo albo annuale di Conan contiene due storie già pubblicate sulla serie regolare: Liar of the Beastmen e Tower of the Elephant. La copertina è invece inedita e realizzata da Barry Windsor-Smith, distribuzione: 1973.
- Red Nails e Cimmeria (starring Conana the Barbarian), in: Savage Tales n.2, Roy Thomas e Barry Windsor Smith (testi) - Barry Windsor-Smith (disegni), serie antologica formato magazine, imprint: Curtis Magazine, ottobre 1973.
- The Lurker from the Catacombs (starring Conan the Barbarian), in Savage Tales n.3, Roy Thomas e Barry Windsor-Smith (testi) - Barry Windsor-Smith (disegni), serie antologica formato magazine, imprint: Curtis Magazine, febbraio 1974.
- That Night... (starring The Thing), in: Marvel Fanfare (Vol.1) n.15, Barry Windsor-Smith (storia, disegni, copertine), serie antologica (conclusa con il n.60), luglio 1984. Edizione italiana: Speciale Marvel Fanfare (volume unico), Star Comics, 1990.
- Machine Man nn.1-4, Tom DeFalco (testi) - Herb Trimpe (matite) - Barry Windsor-Smith (rifiniture e copertine), miniserie (conclusa), ottobre 1984 - gennaio 1985. Prima edizione italiana: Machine Man (volume brossurato), Play Press, Milano, 1989.
- Lifedeath da: The Uncanny X-Men (Vol.1) n. 186, Chris Claremont (testi) - Barry Windsor-Smith (matite) - Terry Austin (chine), ottobre 1984.
- Artista di copertina per Marvel Team-up (Vol.1) n.150, Louise Simonson (testi) - Greg LaRocque (matite) - Mike Esposito (chine), ultimo albo della serie, co-protagonisti: X-Men, marzo 1985.
- Artista di copertina per Daredevil (Vol.1) n. 217, Dennis O'Neil (testi) e David Mazzucchelli (disegni), serie regolare (conclusa), soggetto della copertina: Daredevil e Black Widow, aprile 1985.
- Artista di copertina per Kull the Conqueror (Vol.3) nn.9-10, serie regolare (conclusa con il n.10), aprile-giugno 1985.
- Lifedeath II da: The Uncanny X-Men n.198, Chris Claremont (testi) e Barry Windsor-Smith (disegni), ottobre 1985.
- Wounded Wolf da: The Uncanny X-Men n. 205, C. Claremont e B. Windsor-Smith (storia) - Barry Windsor-Smith (disegni), maggio 1986.
- Daredevil (Vol.1) n.236, Ann Nocenti (testi) - Barry Windsor-Smith e Bob Wiacek (disegni), serie regolare (conclusa), novembre 1986.
- Artista di copertina per The Unacunny X-Men n.212, di C. Claremont (testi), Rick Leonardi e Dan Green (disegni), dicembre 1986. Soggetto: Wolverine.
- With Malice Toward All! da: The Uncanny X-Men n.214, Chris Clarimont (testi) - Barry Windsor-Smith (matite) - Bob Wiacek (chine) - Art Adams (cover art), febbraio 1987.
- Artista di copertina per Conan Saga nn.1-9, magazine in bianco e nero che ristampa una selezione di storie tratta dalla serie Conan the Barbarian (Vol.1) e Savage Sword of Conan, serie regolare (conclusa), maggio 1987 - gennaio 1988.
- Artista di copertina per The Uncanny X-Men n.216, di Chris Claremont (testi) e Jackson Butch Guice e Dan Green (disegni), aprile 1987. Soggetto: Tempesta, Wolverine e Magneto.
- Armor Wars: Intimate Enemies, in Iron Man (Vol.1) n.238, David Michelinie e Barry Windsor-Smith (testi) - Barry Windsor-Smith (matite e copertina) - Bob Layton (chine), luglio 1988.
- Iron Man (Vol.1) n. 243, David Michelinie (testi) - Bob Layton (matite) - Barry Windsor-Smith (chine), giugno 1989.
- Weapon X in: Marvel Comics Presents (Vol.1) nn.72-84, Barry Windsor-Smith (storia-disegni-copertine), serie regolare antologica (conclusa), marzo-settembre 1991. Edizione italiana: X-Marvel nn.22-24, Play Press, Milano, 1992.
- Conan vs. Rune n.1, Barry Windsor-Smith (testi-matite-chine-copertina) e Alex Bialy (chine aggiuntive), albo unico (crossover Era hyboriana/Ultraverse), novembre 1995.
- Artista di copertina per Wolverine n.167, Frank Tieri (testi) - Dan Fraga (matite), serie regolare (conclusa), ottobre 2001.

### DC Comics
- Heroes against Hunger: A Song of Pain and Sorrow n.1, Jim Starlin (soggetto) - AA.VV. (testi) - Barry Windsor-Smith & AA.VV. (disegni), albo unico, giugno 1986.

### Valiant Comics
- Alpha and Omega in: Solar, Man of the Atom nn.1-10, Barry Windsor-Smith (disegni e copertine dei nn.1-3-5-7-9), testi di B. Windsor-Smith e Jim Shooter, origin-story di Solar, serie regolare (conclusa), settembre 1991 - giugno 1992.
- Unity n.0, Jim Shooter (testi) - Barry Windsor-Smith (matite e copertina) - Bob Layton (chine), albo prologo (capitolo primo) dell'universe wide-crossover Unity, agosto 1992
- Unity: Chapter Two, in: Eternal Warrior (Vol.1) n.1, Jim Shooter (writer) - Barry Windsor-Smith, Janet Jackson, Frank Miller (matite) - Frank Miller (artista di copertina) - Bob Layton e John Dixon (chine), Bob Layton (editor), serie regolare (conclusa con il n.50), data di distribuzione: agosto 1992.
- Unity: Chapter 18, in Unity n.1, Jim Shooter (testi) - Barry Windsor-Smith (matite e copertina) - Bob Layton (chine), epilogo (capitolo diciotto) dell'universe wide-crossover Unity, ottobre 1992.
- Artista di copertina per Predator vs. Magnus Robot Fighter nn.1-2, Jim Shooter e John Ostrander (testi) - Lee Weeks (disegni), miniserie di 2 (conclusa), inter company cross-over con Dark Horse Comics, novembre 1992 - maggio 1993.
- Eternal Warrior nn.6-8, Barry Windsor-Smith (testi-matite-copertine), arco narrativo con Master Darque (personaggio creato dal duo Shooter-Smith), gennaio-marzo 1993.

### Wizard Entertainment
- Artista di copertina per Wizard: The Comics Magazine n.7, rivista di settore dedicata la mondo dei comics. Il numero 7 contiene un lungo articolo sulla Valiant e per l'occasione Barry Windsor-Smith ne realizza la cover avente come soggetto X-O Manowar. Data di distribuzione: marzo 1992.

### Malibu Comics
- Rune n.0, Barry Windsor-Smith e Chris Ulm (testi) - Barry Windsor-Smith (matite) - Steve Gerber (editor), albo prologo alla serie regolare, gennaio 1994.
- Rune nn.1-6 e n.9, Chris Ulm e Barry Windsor-Smith (testi) - Barry Windsor-Smith & AA.VV. (disegni), serie regolare (conclusa con il n.9), gennaio 1994 - aprile 1995.
- Giant Size Rune n.1, Chris Ulm e Barry Windsor-Smith (testi) - Barry Windsor-Smith e John Floyd (disegni) - Barry Windsor-Smith (artista di copertina), 1995.

### Image Comics
- Artista di copertina per Wildstorm Rising n.1, AA.VV. (testi e disegni), volume brossurato (Trade Paperback), imprint: Wildstorm Productions, giugno 1996.

### Dark Horse Comics
- Storyteller nn.1-9, Barry Windsor-Smith (testi, disegni, copertine), serie regolare (conclusa), ottobre 1996 - febbraio 1997.

### Fantagraphics Books
- Adastra in Africa n.1, Barry Windsor-Smith (testi, disegni, lettering, copertina), graphic novel, aprile 1999.
- Barry-Windsor Smith: Opus nn.1-2, art book in formato hard-cover (copertina rigida) che raccoglie illustrazioni, repliche di tavole originali per fumetti, dipinti e disegni presi direttamente dalla collezione privata dell'artista. Vi sono raccolte considerazioni e riflessioni attraverso le quali Windsor-Smith ripercorre trent'anni di carriera (1969-1999). Diverso materiale non è mai stato pubblicato in precedenza. Data di distribuzione: il primo volume nel gennaio 1999, il secondo nel gennaio 2000.
- Monsters, Barry Windsor-Smith (testi, disegni, copertina), graphic novel, 380 pp. in bianco e nero, copertina rigida (o "hardcover"), imprint: A Jonathan Cape Book, data di distribuzione: 27 aprile 2021[17]. Edizione italiana: Mostri, Alessandro Mondadori Editore (collana Oscar Ink), Segrate, ottobre 2021.

## Opere incompiute
- La Graphic Novel sull'Incredibile Hulk: nel 1984, da poco tornato alla Marvel, Smith propone alla Casa delle Idee una graphic novel sull'Incredibile Hulk dal titolo Thanksgiving già scritta e in parte anche disegnata[18]. Il suo approccio al personaggio è di tipo analitico e introspettivo, l'autore vuole andare alle radici psicologiche della doppia personalità di Bruce, il luogo da dove proviene la sua rabbia, scaturita dal sua inconscio e plasmatasi nel Gigante Verde[18]. Hulk è quindi una proiezione della mente di un Bruce Banner che soffre di disturbi della personalità. La causa prima di questa condizione viene individua da Smith negli abusi di un padre autoritario e violento, incapace di esprimere affetto e pronto a scaricare le sue frustrazioni su un figlio indifeso e sua madre[18]. Si tratta di una rivisitazione del personaggio destinata a rivoluzionare la figura di Hulk, elemento sviluppato tra fine anni ottanta e negli anni novanta dall'autore Peter David che pone alla base delle sue storie su Incredible Hulk il disturbo di personalità multipla che fonda la natura del personaggio stesso di Banner/Hulk[18]. Il merito di aver dato vita a questa nuova interpretazione viene però dato inizialmente a Bill Mantlo che analizza la tormentata infanzia di Bruce su Incredibile Hulk n.312 del 1985[18]. In realtà come confermato da alcuni addetti ai lavori e dallo stesso Jim Shooter (allora editr-in-chief della Marvel), Mantlo si era appropriato di concetti che aveva visionato leggendo lo script (o alcuni appunti) su cui stava lavorando Smith per la sua graphic novel[18]. L'autore inglese subisce (a suo dire) un plagio e mette quindi da parte la sua opera su Hulk[18], un progetto a lui caro e che non abbandonerà, ma tornerà a rielaborare nel corso degli anni per poi prendere nuova forma[16]. L'opera vede la luce 37 anni dopo (nel 2021) quando viene distribuita Monsters, graphic novel pubblicata da Fantagraphic Books che riprende diversi elementi dello script originale su Hulk, ma che ora vede come protagonista un ragazzo, vittima di abusi del padre, scaraventato nella guerra del Vietnam e utilizzato per un esperimento (iniziato dai nazisti) per creare il supersoldato[16].
- La Graphic novel sulla Cosa per la Marvel Comics. Al suo ritorno alla Marvel e ai fumetti nel 1984 dopo nove anni di assenza, Smith realizza la storia That Night... (o "Quella notte...) per la serie antologica Marvel Fanfare[19]. Da molti viene considerata uno delle opere migliori realizzate per il personaggio The Thing dopo il celebre Questo Uomo o questo mostro? del duo Stan Lee e Jack Kirby (dall'albo Fantastic Four (Vol.1) n.51 del 1966)[19][20]. Smith rimane affascinato dal personaggio non in quanto membro dei Fantastici Quattro o per i suoi poteri ma per i problemi psicologici ed emotivi che può provare una persona ad essere costretta a vivere in un corpo di pietra[19]. Il tema era stato già più volte sfiorato dagli stessi Lee e Kirby, ma poi risolto all'interno di un contesto d'azione ed eroismo, elementi che prevalevano negli albi dei super eroi degli anni sessanta e settanta (e non solo). In questo caso Smith scrive uno script che vede un Ben Grimm riflessivo e solitario durante la feste natalizie, mentre il resto della famiglia è in vacanza[19]. L'artista inglese arriva a realizzare 2 dei 4 albi previsti che sarebbero stati serializzati sulla serie regolare The Thing[19]. Il progetto viene poi sospeso in quanto sopraggiunge l'importante incarico per Weapon X (iconica storia di Wolverine), dopo il quale Smith decide di passare alla Valiant Comics su richiesta di Jim Shooter. A metà degli anni duemila riprende però quanto realizzato e lo vorrebbe integrare e completare per arrivare a realizzare un'opera che sia pubblicata come graphic novel[19]. L'intento di Smith è ambizioso in quanto con questa storia vorrebbe provare a cambiare la percezione dei lettori su un personaggio quale la Cosa attraverso un processo di decostruzionismo psicologico e fisico, arrivando a creare una storia che possa rivaleggiare come importanza la celebre Weapon X, pietra miliare per il personaggio mutante Logan[19]. L'autore riprende i contatti con la Marvel e gli sottopone il progetto che però viene rifiutato e quindi abbandonato[19]. Nel novembre 2017, nell'indifferenza generale dei social media, Smith ha comunque pubblicato sulla sua pagina Facebook tutte le tavole realizzate prima che l'opera fosse definitivamente abortita dalla Marvel Comics[19].
- Vitamorte III: insieme a Chris Claremont, ha realizzato le storie Vitamorte (prima e seconda parte) pubblicate sulla serie regolare The Uncanny X-Men (nel 1984 e 1985). Si tratta di due albi dove Smith partecipa anche come scrittore della storia oltre che in quello di disegnatore[2]. Nella seconda metà degli anni ottanta propone alla Marvel uno script per un terzo capitolo (interamente realizzato da lui) che andrebbe a chiudere una trilogia, le cui prime due parti avevano trovato apprezzamento da parte di lettori e critica[2]. La casa editrice rifiuta però la proposta, in quanto metteva in scena un suicidio. Smith contesta la risposta negativa e le sue motivazioni dal momento che si tratta di un sacrificio personale contestualizzato all'interno della storia[2]. La diatriba si trascina nel tempo in quanto l'autore la ritiene un'opera valida ma la Marvel è risoluta nella sua posizione, cominciando così ad incrinare il rapporto con l'artista inglese, non più a suo agio con la dirigenza Marvel seguita all'allontanamento di Jim Shooter dal ruolo di Editor-in-Chief[2]. Nonostante questo Smith continua a credere nel progetto e nel corso degli anni novanta lo rielabora per essere pubblicato come graphic novel con il titolo Adastra in Africa per la Fantagraphic Books[2]. L'opera viene distribuita nel 1999 e non presenta più riferimenti ai personaggi Marvel presenti nello script originale.
- Il seguito di Rune: Nel 1994 Barry Windsor-Smith crea un nuovo personaggio insieme a Chris Ulm, si tratta di Rune di cui viene pubblicata una serie regolare, articolata in 9 albi. L'opera viene pubblicata dalla Malibu, casa indipendente di cui Ulm è presidente[2]. Il mostruoso e antico vampiro scaturito dalla visione di Smith rientra nell'Ultraverse, l'universo narrativo ideato dalla casa editrice per lanciare la sua linea di fumetti di super eroi (e non solo). La Malibu viene però comprata dalla Marvel il 3 novembre 1994 e acquisisce i diritti su tutti i nuovi personaggi dell'Ultraverse[2]. Dopo un crossover con Conan il Barbaro, albo unico del 1995, la Marvel inspiegabilmente si disinteressa di Rune e di tutti gli altri personaggi acquisiti, che da quel momento non verranno più pubblicati[2]. Smith cerca di riottenere la proprietà del suo personaggio per poter continuarne la storia con altri editori, ma la Marvel si oppone categoricamente impedendo al suo creatore di tornare a lavorare su un personaggio da lui stesso concepito[2]. Tra l'altro la Marvel non ha mai avuto interesse a introdurlo nel Marvel Universe o a continuarne la serie e dopo il 1995 Rune diviene un forgotten character (o "personaggio dimenticato") della storia dei comic. Smith è molto amareggiato e qui matura la sua decisione irrevocabile di non lavorare più per concessione o senza che gli venga garantito che i fumetti da lui realizzati siano creator owned, dandogli quindi il controllo sulla proprietà intellettuale e i diritti di pubblicazione[2].

## Premi e riconoscimenti
- Nel 1970 vince il "Shazam Award for the Best New Talent" ("il premio Shazam come miglior nuovo talento") per i suoi disegni sulla serie Conan the Barbarian (Vol.1), su testi di Roy Thomas[5].
- Nel 1973 si aggiudica il "Shazam Award" nella categoria "Best Individual Story" ("Miglior storia singola/autoconclusiva) tra quelle pubblicate in quell'anno. Si tratta della storia The Song for Red Sonja, realizzata insieme a Roy Thomas (anche lui vincitore) e pubblicata su Conana the Barbarian (Vol.1) nei numeri 23 e 24[7].
- Tra il 1973 e il 1976, nella sua terra d'origine (UK), vince per 4 volte il "British Fantasy Society Awards Best Comic", ovvero un premio di cui viene insignito l'autore del miglior fumetto di genere fantasy. Da notare che i premi vinti nel 1973 e il 1974 sono da attribuire al materiale originale pubblicato su Conan the Barbarian (Vol.1) mentre i premi assegnati nel 1975 e 1976 sono per le storie ristampate sulla rivista The Savage Sword of Conan.
- Nel 2008, alla premiazione della Eisner Awards, viene inserito nella Hall of fame[1].
- Agli Harvey Awards del 2021 la graphic novel Monsters ottiene una nomination come "Fumetto dell'anno"[21]. Il premio viene però vinto dall'opera The Magic Fish di Trung Le Nguyen, pubblicato da Random House[21]. Durante le premiazioni Berry Windsor Smith viene fatto entrare nella Harvey Awards Hall of Fame insieme ad altri acclamati e celebri autori quali Bernie Wrightson, William Kaluta, Rumiko Takahashi e Jeffrey Catherine Jones[21].
- Sulle pagine del quotidiano statunitense Washington Post i critici Michael Cavna e David Betancourt hanno stilato una classifica dei dieci migliori fumetti pubblicati durante il 2021[22]. Tra questi è stata inserita la graphic novel Monsters di Barry Windsor-Smith, già nominata agli Harvey Awards[22].
- Nel 2022 Smith vince 3 Eisner Award nelle seguenti categorie: Miglior Graphic Novel (inedita) per Monsters, pubblicata da Fantagraphics, Miglior autore unico ovvero un autore che realizza sia i testi, sia i disegni, copertina, colori, lettering di un'opera, e Miglior Letterista[23]. Tutte le nomination gli sono assegnate per la graphic novel "Monster" pubblicata da Fantagraphics[23]. Al Lucca Comics & Games 2022 la graphic novel Mostri vince il premio speciale della giuria.